# Кирибати на Олимпийских играх
Национальный Олимпийский комитет Кирибати был основан в 2002 году и принят в МОК в 2003 году на сессии в Праге. Спортсмены Кирибати принимали участие в четырёх летних Олимпийских играх, начиная с 2004 года. Всего на играх страну представляли 6 мужчин и 3 женщины, принимавшие участие в состязаниях по лёгкой и тяжёлой атлетике. Самая крупная делегация представляла страну на Олимпийских играх 2004, 2012 годов и 2016 годов (по 3 человека). В зимних Олимпийских играх спортсмены Кирибати участия не принимали.

## Таблица медалей

### Летние Олимпийские игры
| Игры                | Спортсменов | Золото | Серебро | Бронза | Всего | Место |
| ------------------- | ----------- | ------ | ------- | ------ | ----- | ----- |
| 2004 Афины          | 3           | 0      | 0       | 0      | 0     | —     |
| 2008 Пекин          | 2           | 0      | 0       | 0      | 0     | —     |
| 2012 Лондон         | 3           | 0      | 0       | 0      | 0     | —     |
| 2016 Рио-де-Жанейро | 3           | 0      | 0       | 0      | 0     | —     |
| 2020 Токио          | 3           | 0      | 0       | 0      | 0     | —     |
| Итого               | Итого       | 0      | 0       | 0      | 0     |       |

## Количество участников на летних Олимпийских играх
| Вид спорта        | 2004 | 2008 | 2012 | 2016 | Всего |
| ----------------- | ---- | ---- | ---- | ---- | ----- |
| Лёгкая атлетика   | 2(1) | 1    | 2(1) | 2(1) | 3(1)  |
| Тяжёлая атлетика  | 1    | 1    | 1    | 1    | 2     |
| Всего спортсменов | 3(1) | 2    | 3(1) | 3(1) | 9(3)  |

- в скобках приведено количество женщин в составе сборной